# Sofia Ennaoui
Sofia Ennaoui (Ben Guerir, 30 augustus 1995) is een atleet uit Polen.
Op de Olympische Zomerspelen van Rio de Janeiro in 2016 liep Ennaoui de 1500 meter.
Op de Europese kampioenschappen veldlopen 2016 behaalde ze bij de O23 een gouden medaille.
In 2018 behaalde ze een zilveren medaille op de 1500 meter op de Europese kampioenschappen. Het jaar daarop, op de Europese kampioenschappen indooratletiek 2019, behaalde ze wederom een zilveren medaille.
- World Athletics: 14436869
- Virtual International Authority File: 30146332823618731402